# Olympische Sommerspiele 2008/Teilnehmer (Tansania)
| Gelbes Symbol für Goldmedaillen mit stilisierten Olympischen Ringen | Graues Symbol für Silbermedaillen mit stilisierten Olympischen Ringen | Braundes Symbol für Bronzemedaillen mit stilisierten Olympischen Ringen |
| ------------------------------------------------------------------- | --------------------------------------------------------------------- | ----------------------------------------------------------------------- |
| —                                                                   | —                                                                     | —                                                                       |

Tansania war mit der Teilnahme an den Olympischen Sommerspielen 2008 in Peking insgesamt zum 10. Mal bei Olympischen Spielen vertreten. Die erste Teilnahme war 1968. Vier Jahre zuvor waren sie als Tanganjika angetreten.

## Boxen
Ein Boxer aus Tansania konnte sich im zweiten afrikanischen Qualifikationsturnier qualifizieren.
- Emilian Polino
Männer, Bantamgewicht

## Leichtathletik

### Männer
- 800-Meter-Lauf
  - Samwel Mwera
- 10.000-Meter-Lauf
  - Fabiano Joseph
  - Dickson Marwa
  - Samwel Shauri
- Marathonlauf
  - Samson Ramadhani
  - Getuli Bayo

### Frauen
- 5000-Meter-Lauf
  - Zakia Mrisho

## Schwimmen
- Khalid Rushaka
  - Männer, 50 m Freistil